# Gallup (Új-Mexikó)
Gallup település az Amerikai Egyesült Államok Új-Mexikó államában, McKinley megyében, melynek megyeszékhelye is. Lakosainak száma 21 899 fő (2020. április 1.).

## Népesség
A település népességének változása:

| 2010 | 21 678 |
| 2020 | 21 899 |